# Silent Hill: Revelation 3D
Silent Hill: Revelation 3D è un film del 2012 scritto e diretto da Michael J. Bassett.
Il film è il sequel di Silent Hill del 2006 ed è ispirato a Silent Hill 3, terzo capitolo dell'omonima serie di videogiochi. Il film è uscito nei cinema italiani il 31 ottobre 2012.

## Trama
Heather Mason, ragazza ribelle e introversa, sta scappando da qualcuno che la insegue. Finita in un tetro parco dei divertimenti, vede Red Pyramid mettere in funzione una giostra e lo spirito di Alessa, la ragazzina all'origine della maledizione di Silent Hill, che la avverte di non tornare alla città.
Subito dopo si sveglia nel proprio letto e si scopre che Heather è in realtà Sharon, la bambina sopravvissuta al primo film, figlia adottiva di Rose e Christopher, che vive con lei. Sta bene e non ricorda niente di ciò che le è accaduto ed è convinta che la madre sia morta in un incidente d'auto, mentre in realtà è ancora intrappolata nella dimensione parallela di Silent Hill. Al suo primo giorno di scuola, Heather viene avvicinata da un investigatore privato di nome Douglas Cartland, ma prima che le possa parlare Heather è già dentro la scuola; nella scuola, Heather conosce Vincent Wolf, un ragazzo anche lui nuovo che cerca di diventarle amico. In quel momento, Heather comincia ad avere visioni inquietanti sui mostri di Silent Hill, e quando esce dalla scuola si accorge che Douglas la sta pedinando. Telefona quindi al padre, che le chiede di incontrarsi al centro commerciale, tuttavia Christopher non si fa vivo, e Heather continua ad avere visioni spaventose che la pongono al limite tra realtà e illusione.
Raggiuntala nel seminterrato, Douglas la avverte di essere stato incaricato di trovarla per conto di qualcuno ma quando scoprì di chi si trattava cercò di proteggerla; alla domanda su chi fosse colui che l'aveva ingaggiato, Douglas non fa in tempo a risponderle che un mostro con delle lame sulle braccia e sulla testa lo uccide davanti ai suoi occhi. Heather scappa via, e viene raggiunta da Vincent, il quale la accompagna a casa; ma una volta arrivati, Heather e Vincent scoprono la casa messa a soqquadro e un simbolo con accanto una frase: "Torna a Silent Hill".
Heather e Vincent si mettono subito in viaggio verso la città. In macchina, Heather ha modo di capire la verità su quanto accadde in passato (gli eventi del primo film), scopre ciò che suo padre ha scoperto sulla setta di Valtiel, un culto di fanatici che vogliono evocare il Dio, cosicché possa distruggere il mondo per poi ricrearlo da zero, e trova, inoltre, un simbolo di metallo - che è lo stesso che è stato scritto sul muro di casa. Arrivati in un motel, Vincent implora Heather di non andare a Silent Hill, rivelandosi come un membro della setta che aveva il compito di riportarla alla città, ma conoscendola ha capito che la ragazza è innocente; tuttavia, Heather vuole a tutti costi ritrovare suo padre, allora Vincent le chiede di trovare suo nonno Leonard Wolf dentro il manicomio Brookheaven a Silent Hill per scoprire il significato del simbolo.
Proprio in quel momento si materializza l'Otherworld e Vincent viene rapito dallo stesso mostro che ha ucciso Douglas, e che stordisce Heather; risvegliatasi, la ragazza scopre che si trova a Silent Hill. Qui incontra Dahlia Gillespie, la quale le rammenta che lei è la parte buona e innocente di sua figlia Alessa, mentre la parte oscura è colei che ha dato vita agli orrori della città, imprigionandone i membri della setta nella dimensione parallela. Proprio in quel momento la sirena comincia a suonare e la città cambia nell'Otherworld. Entrata in un edificio, Heather libera una ragazza dalla trappola di un Mannequin, ma solo lei riesce a salvarsi. Uscita, scopre che si trova proprio davanti al manicomio e trova Leonard nella stanza S12: costui le rivela che il capo della setta di Valtiel è sua figlia Claudia, sorella di Cristabelle, e che il simbolo è il simbolo di Metatron e che unito con l'altra metà avrebbe liberato la setta dalla maledizione di Alessa. L'altra metà del sigillo è dentro il corpo stesso di Leonard, che se la innesta e diventa un mostro, ma Heather glielo strappa dalle carni facendolo disintegrare. Sfortunatamente, Heather si ritrova nella zona delle celle dove viene afferrata dai prigionieri; alle richieste di aiuto della ragazza compare Red Pyramid che mozza le braccia ai prigionieri, permettendo a Heather di fuggire; in quel momento salva Vincent, sorvegliato dalle famigerate infermiere omicide, perché sua madre Claudia pensa che abbia tradito gli ideali della setta, e insieme si dirigono al santuario sotto il luna park (lo stesso all'inizio del film).
Vincent attira alcuni dei soldati della setta, mentre Heather, circondata dai suoi maggiori esponenti, raggiunge la giostra manovrata da Red Pyramid che la sta conducendo sottoterra; in quel momento compare Alessa che arde vivi i fanatici; Heather fa i conti con la sua parte demoniaca, che riuscirà a sopraffare temporaneamente. Arrivata nel santuario, dove si trovano Christopher e Vincent, Claudia le rivela appieno il suo piano: per far nascere il dio non solo si doveva neutralizzare Alessa, riformando il sigillo di Metatron, ma occorre un sacrificio - in questo caso il padre di Heater - e un corpo in cui il dio può reincarnarsi. Una volta toccato il sigillo angelico, però, Claudia si trasforma nella terrificante Missionaria, (il sigillo mostra il male abominevole che è in un individuo) il mostro che aveva perseguitato Heather, e che cerca di ucciderla, ma in suo soccorso interviene Pyramid Head (dato che Heather è l'altra metà di Alessa); i due mostri ingaggiano una tremenda battaglia, e alla fine Pyramid Head riesce a decapitarla, per poi sparire di nuovo.
Ritornati in superficie, Christopher dice alla figlia che, ora che lei è finalmente al sicuro, deve trovare sua moglie Rose, ancora dispersa nella realtà alternativa di Silent Hill. Dopo aver detto addio al padre, Heather e Vincent chiedono un passaggio al camionista Travis Grady (protagonista di Silent Hill: Origins). In quel momento passa un pullman carcerario con la scorta, e dal cielo ricomincia a piovere cenere: è un riferimento implicito che sta per iniziare l'avventura di Murphy Pendleton (protagonista di Silent Hill: Downpour).
Dopo i titoli di coda, è presente una breve sequenza in cui Pyramid Head cammina nei cunicoli di Silent Hill.

## Doppiaggio
| Personaggio          | Voce giapponese                                                                    | Voce italiana                                                      |
| -------------------- | ---------------------------------------------------------------------------------- | ------------------------------------------------------------------ |
| Alessa Gillespie     | Alessa Gillespie da grande Lorry Ayers Alessa Gillespie da bambina Jodelle Ferland | Alessa Gillespie da grande Alessa Gillespie da bambina Erica Necci |
| Dahlia Gillespie     | Deborah Kara Unger                                                                 | Laura Boccanera                                                    |
| Christabella         | Alice Krige                                                                        | Cristiana Lionello                                                 |
| Thomas Gucci         | Kim Coates                                                                         | Francesco Prando                                                   |
| Suor Margaret        | Eve Crawford                                                                       | Cristina Piras                                                     |
| Christopher Da Silva | Sean Bean                                                                          | Fabrizio Pucci                                                     |
| Rose Da Silva        | Radha Mitchell                                                                     | Francesca Fiorentini                                               |

## Produzione
Silent Hill: Revelation 3D è il sequel di Silent Hill, uscito nel 2006. Dopo 6 anni viene proposto il sequel cinematografico di una leggenda dei giochi horror, il titolo si basa sul terzo capitolo della saga ed è diretto e scritto da Michael J. Basset (già produttore di film come Solomon Kane) ed è prodotto da Don Carmody e Samuel Hadida già produttori di Resident Evil il quale ha avuto molto successo.
Le prime voci del film sono cominciate nel 2010, quando i produttori avevano puntato su un sequel visto l'incasso alto abbastanza per permetterlo del primo film, il ruolo della regia è stato assegnato a Michael J. Basset (che non è il regista del primo film), successivamente gli è stato assegnato anche il ruolo di sceneggiatore, puntando tutta la direzione su di lui.
Il film è stato girato a partire da marzo 2011 ed è terminato ad agosto, sono stati allestiti molte zone presenti anche nel gioco (il film è stato tratto da Silent Hill 3) come ad esempio il lunapark di Silent Hill apparso anche nel gioco, che è stato allestito a Cherry Beach.
Michael J. Basset ha dato un'idea ai fan di come voler fare il film, lui personalmente ha cercato di capire i lati positivi e quelli negativi del film precedente, infatti una delle critiche del primo film è stato il lungo monologo conclusivo (durato circa 20 minuti) che ha badato troppo alla storia e poco alle scene d'azione o d'orrore del film. Michael J. Bassett si è impegnato personalmente per focalizzarsi sugli aspetti più commerciali e meno introspettivi o profondi che più rappresentano la saga. Unici punti a favore sono le ambientazioni e la dettagliata riproduzione dei mostri ricorrenti nella saga come Pyramid Head che verrà riproposto anche in questo film.
Oltre ai particolari del vecchio film, Michael J. Bassett ha giocato più e più volte ai primi giochi della serie per riuscire a capire le atmosfere da portare in questo film e tutto il resto. Dopo aver fatto questo, Michael ha scritto una sceneggiatura attenendosi molto alle sensazioni che fanno provare i primi capitoli della saga, e ha cercato di mettere in piedi il miglior progetto per i fan della saga.
Nel film ritornerà il punitore di Silent Hill, il più famoso Boss della serie, Pyramid Head. Per l'occasione è stato costruito un costume dettagliatissimo e ben curato da un charter designer e presentato in anteprima su YouTube, ci sarà un attore che lo interpreterà entrando nel costume e il tutto sarà migliorato e ritoccato con la computer grafica.
Il film è stato pensato a novembre 2010 e rimasto in fase di pre-produzione fino a marzo 2011, per essere poi girato dal marzo 2011 all'agosto 2011 ed entrare in fase di post-produzione fino all'inizio dell'anno.
Inoltre, il film è stato presentato alla convention annuale Comic-Con International tenutasi dal 12 al 15 luglio 2012. All'apertura del festival è stata presentata la prima clip ufficiale del film.; in seguito si è svolta una conferenza dove il regista inglese Michael J. Bassett, il produttore marocchino Samuel Hadida e l'attrice australiana Adelaide Clemens hanno risposto alle domande riguardanti il film in produzione.
Il 27 luglio 2012 è uscito il trailer del film. Il 1º ottobre 2012 è stata invece diffusa online la versione italiana del trailer.

## Distribuzione
L'uscita del film nelle sale cinematografiche è avvenuta il 26 ottobre in America e il 31 ottobre 2012 in Italia. Il film nei cinema americani è stato distribuito dalla Open Road Films e nel resto del mondo dalla Lions Gate Entertainment.

## Critica
Girato con un budget di appena 20 milioni di dollari (contro i 50 usati per il suo predecessore), Silent Hill: Revelation 3D ha ricevuto recensioni quasi esclusivamente negative, soprattutto dai critici cinematografici e dai fan del videogioco. In tutto il mondo il film ha incassato 52 302 796 dollari. Il primo Silent Hill riuscì ad incassare invece ben 97 607 453 dollari.